# Саада (мухафаза)
Саада (араб. صعدة‎) — мухафаза в Йемене. Административный центр — город Саада. Площадь составляет 15 022 км²; население — 887 482 человека (2012 год).

## География
Расположена на северо-западе страны.
На юге граничит с мухафазами Хадджа и Амран, на востоке с мухафазой Эль-Джауф, на севере с Саудовской Аравией. В западной части расположено несколько обрывов. В центре и на севере мухафаза и по территории Саудовской Аравии протекает пересыхающая река Наджран.

## Население
Один из самых труднодоступных и бедных районов страны и один из немногих регионов Йемена, где большинство населения составляют шииты-зейдиты. C 2004 года это район волнений зейдитских повстанцев против правительства.

## Экономика
Сельское хозяйство представлено кочевым животноводством.

## Транспорт
Через мухафазу проходит только одна дорога — трасса, соединяющая Сану и Хамис-Мушаит через Саада. В мухафазе расположено два аэропорта местного сообщения — в городе Саада и на севере, у границы с Саудовской Аравией.